# Lamøya (Ospøya)
Lamøya (Ospøya) est une île norvégienne dans le comté de Hordaland. Elle appartient administrativement à Austevoll.

## Géographie
Rocheuse et couverte d'arbres, elle s'étend sur environ 464 m de longueur pour une largeur approximative de 252 m.